# Équipe du Pérou féminine de football
Cet article traite de l'équipe féminine. Pour l'équipe masculine, voir Équipe du Pérou de football.
Maillots
L'équipe du Pérou féminine de football (en espagnol : « Selección femenina de fútbol del Perú ») est l'équipe nationale qui représente le Pérou dans les compétitions majeures de football féminin : la Coupe du monde, les Jeux olympiques et la Copa América féminine.

## Histoire
L'équipe péruvienne de football obtient son meilleur résultat lors de sa première participation à un tournoi international, en l'occurrence le Sudamericano Femenino 1998 en Argentine, où elle se hisse sur le podium (3e place). Paradoxalement elle connaît sa pire défaite lors de ce même tournoi, en étant laminée par le Brésil sur un terrible score de 15 à 0. 
Cinq ans plus tard, le Pérou organise le Sudamericano Femenino 2003 et accède au 2d tour (4e place). En 2005, l'équipe obtient son premier titre lorsqu'elle remporte les Jeux bolivariens en Colombie, en battant en finale le pays hôte 3-0.
En juin 2019, en signant pour la section féminine du Millonarios FC de Colombie, Fabiola Herrera devient la première joueuse péruvienne à s'expatrier. Son exemple sera suivi en 2020 par d'autres joueuses (Pierina Núñez, Xioczana Canales, Melissa Díaz, Katherine Espinoza, Claudia Cagnina) parties évoluer en Europe.
Le Pérou étant organisateur des Jeux panaméricains de 2019, la sélection se retrouve qualifée d'office à l'épreuve de football desdits Jeux pour la première fois de son histoire. Néanmoins, elle se retrouve rapidement éliminée après deux défaites d'affilée face à l'Argentine (0-3) et le Costa Rica (1-3).

## Résultats

### Parcours dans les compétitions internationales

#### Coupe du monde
La sélection péruvienne n’a jamais participé à la Coupe du monde. 
| Édition   | Performance      | J                | V                | N                | D                | Bp               | Bc               |
| --------- | ---------------- | ---------------- | ---------------- | ---------------- | ---------------- | ---------------- | ---------------- |
| 1991-1995 | Ne participe pas | Ne participe pas | Ne participe pas | Ne participe pas | Ne participe pas | Ne participe pas | Ne participe pas |
| 1999-2023 | Non qualifiée    | Non qualifiée    | Non qualifiée    | Non qualifiée    | Non qualifiée    | Non qualifiée    | Non qualifiée    |
| 2027      | À venir          | À venir          | À venir          | À venir          | À venir          | À venir          | À venir          |
| Total     | 0/9              | 0                | 0                | 0                | 0                | 0                | 0                |

#### Jeux olympiques
La sélection péruvienne n’a jamais participé aux Jeux olympiques. 
| Édition   | Performance      | J                | V                | N                | D                | Bp               | Bc               |
| --------- | ---------------- | ---------------- | ---------------- | ---------------- | ---------------- | ---------------- | ---------------- |
| 1996      | Ne participe pas | Ne participe pas | Ne participe pas | Ne participe pas | Ne participe pas | Ne participe pas | Ne participe pas |
| 2000-2024 | Non qualifiée    | Non qualifiée    | Non qualifiée    | Non qualifiée    | Non qualifiée    | Non qualifiée    | Non qualifiée    |
| 2028      | À venir          | À venir          | À venir          | À venir          | À venir          | À venir          | À venir          |
| 2032      | À venir          | À venir          | À venir          | À venir          | À venir          | À venir          | À venir          |
| Total     | 0/8              | 0                | 0                | 0                | 0                | 0                | 0                |

#### Copa América féminine
La sélection péruvienne a participé à la Copa América féminine à sept reprises.
| Édition   | Performance      | J                | V                | N                | D                | Bp               | Bc               |
| --------- | ---------------- | ---------------- | ---------------- | ---------------- | ---------------- | ---------------- | ---------------- |
| 1991-1995 | Ne participe pas | Ne participe pas | Ne participe pas | Ne participe pas | Ne participe pas | Ne participe pas | Ne participe pas |
| 1998      | Troisième        | 6                | 3                | 2                | 1                | 9                | 21               |
| 2003      | Quatrième        | 5                | 2                | 1                | 2                | 6                | 7                |
| 2006      | 1er tour         | 4                | 1                | 0                | 3                | 3                | 7                |
| 2010      | 1er tour         | 4                | 0                | 0                | 4                | 3                | 9                |
| 2014      | 1er tour         | 4                | 0                | 1                | 3                | 1                | 4                |
| 2018      | 1er tour         | 4                | 0                | 1                | 3                | 1                | 12               |
| 2022      | 1er tour         | 4                | 0                | 0                | 4                | 0                | 18               |
| Total     | 7/9              | 31               | 6                | 5                | 20               | 23               | 78               |

#### Autres
| Édition   | Performance      | J                | V                | N                | D                | Bp               | Bc               |
| --------- | ---------------- | ---------------- | ---------------- | ---------------- | ---------------- | ---------------- | ---------------- |
| 1999-2015 | Ne participe pas | Ne participe pas | Ne participe pas | Ne participe pas | Ne participe pas | Ne participe pas | Ne participe pas |
| 2019      | 1er tour         | 4                | 0                | 1                | 3                | 2                | 8                |
| 2023      | Non qualifiée    | Non qualifiée    | Non qualifiée    | Non qualifiée    | Non qualifiée    | Non qualifiée    | Non qualifiée    |
| Total     | 1/7              | 4                | 0                | 1                | 3                | 2                | 8                |

| Édition | Performance | J  | V | N | D | Bp | Bc |
| ------- | ----------- | -- | - | - | - | -- | -- |
| 2005    | Vainqueur   | 6  | 6 | 0 | 0 | 19 | 1  |
| 2009    | 1er tour    | 4  | 0 | 1 | 3 | 4  | 11 |
| Total   | 2/2         | 10 | 6 | 1 | 3 | 23 | 12 |

### Palmarès
- Copa América : 
  - Troisième : 1998.

- Jeux bolivariens (1) : 
  - Vainqueur : 2005.

### Classement FIFA
| Année               | 2003 | 2004 | 2005 | 2006 | 2007 | 2008 | 2009 | 2010 | 2011 | 2012 | 2013 | 2014 | 2015 | 2016 | 2017 | 2018 | 2019 | 2020        | 2021 | 2022 |
| ------------------- | ---- | ---- | ---- | ---- | ---- | ---- | ---- | ---- | ---- | ---- | ---- | ---- | ---- | ---- | ---- | ---- | ---- | ----------- | ---- | ---- |
| Classement mondial  | 39   | 38   | 34   | 41   | 40   | 117  | 45   | 54   | 51   | 131  | 118  | 57   | 61   | 128  | 57   | 65   | 64   | Non classée | 67   | 74   |
| Classement Conmebol | 4    | 4    | 2    | 3    | 3    | -    | 4    | 6    | 6    | -    | -    | 7    | 7    | -    | 5    | 8    | 7    | -           | 8    | 9    |

## Personnalités historiques

### Joueuses

#### Effectif actuel
Liste des 23 joueuses convoquées pour la Copa América 2022.
| Sélectionneur | Sélectionneur      | Conrad Flores           | Conrad Flores             | Conrad Flores | Conrad Flores |
| N°            | Nom                | Date de naissance (âge) | Club                      |               |               |
| Gardiennes    |                    |                         |                           |               |               |
| 01            | Silvana Alfaro     | 6 octobre 2001          | Racing Club               |               |               |
| 12            | Maryory Sánchez    | 7 avril 1997            | Millonarios FC            |               |               |
| 21            | Mía Shalit         | 3 juillet 2002          | Sacramento University     |               |               |
| Défenseuses   |                    |                         |                           |               |               |
| 02            | Stephannie Vásquez | 24 juin 1994            | Universitario             |               |               |
| 03            | Grace Cagnina      | 8 mai 2001              | Long Island University    |               |               |
| 04            | Braelynn Llamoca   | 30 janvier 2002         | UC Riverside              |               |               |
| 13            | Yoselin Miranda    | 14 décembre 1994        | Alianza Lima              |               |               |
| 14            | Scarleth Flores    | 12 août 1996            | Universitario             |               |               |
| 17            | Fabiola Herrera    | 18 juin 1987            | Universitario             |               |               |
| Milieux       |                    |                         |                           |               |               |
| 05            | Teresa Wowk        | 10 janvier 2002         | Kennesaw State University |               |               |
| 06            | Claudia Cagnina    | 5 avril 1997            | Sandvikens IF             |               |               |
| 07            | Gladys Dorador     | 4 janvier 1989          | Alianza Lima              |               |               |
| 08            | Ariana Muñoz       | 1er mai 2000            | North Florida University  |               |               |
| 10            | Sandra Arévalo     | 14 avril 1998           | Alianza Lima              |               |               |
| 15            | Emily Flores       | 10 septembre 1990       | Univ. César Vallejo       |               |               |
| 20            | Claudia Domínguez  | 17 mai 2003             | Atlético Madrid B         |               |               |
| 22            | Cindy Novoa        | 10 août 1995            | Universitario             |               |               |
| Attaquantes   |                    |                         |                           |               |               |
| 09            | Alexandra Kimball  | 21 septembre 1995       | North Carolina Courage    |               |               |
| 11            | Xioczana Canales   | 21 avril 1999           | Universitario             |               |               |
| 16            | Liliana Neyra      | 22 juin 1993            | Alianza Lima              |               |               |
| 18            | Pierina Núñez      | 13 mars 2000            | Real Betis                |               |               |
| 19            | Nahomi Martínez    | 5 avril 1997            | Universitario             |               |               |
| 23            | Steffani Otiniano  | 7 août 1992             | Alianza Lima              |               |               |

#### Anciennes joueuses
| - Vivian Ayres - Talía Azcárate - Kira Bilecki - Lorena Bosmans - Adriana Dávila | - Deysi Grández - Marisella Joya - Gabriela León - Marcia Montero - Cinthya Morote | - Connie Puerta - Susana Quintana - Olienka Salinas - Maricarmen Texeira - Evelyn Villacrez |

### Sélectionneurs
| - Luis Cruzado (1998-??) - Lisandro Barbarán (2005) - Lorena Bosmans (??) - Jaime Duarte (2010-2012) - Marta Tejedor (es), (2013-2016) | - Vivian Ayres (2017) - Ytalo Manzo (2018) - Doriva Bueno (2018-2021) - Conrad Flores (2021-2023) - Emily Lima (2023-) |